# 卡亞爾蒂區
卡亞爾蒂區（西班牙語：Distrito de Cayaltí），是秘魯的一個區，位於該國西北部蘭巴耶克大區的奇克拉約省，始建於1998年1月29日，面積162.86平方公里，海拔高度78米，2005年人口17,224，人口密度每平方公里110人。